# The Monster Ball Tour
The Monster Ball Tour(더 몬스터 볼 투어)는 미국의 음악가 레이디 가가의 세계적인 콘서트 투어이다. 이 투어는 가가의 EP 음반 The Fame Monster를 홍보하기도 한다. 미국의 랩퍼 카니예 웨스트와 함께하는 합동 콘서트 Fame Kills가 갑작스럽게 취소된 후, 2009년 10월 15일 투어의 일정을 공식적으로 발표했다. 미국의 랩퍼 키드 커디와 가수 제이슨 데이룰로는 북아메리카 투어중 게스트로 참여했으며, 밴드 알파비트는 영국에서의 투어 공연 게스트로 참여 해주었다. 버진 모바일 미국과 캐나다는 미국과 캐나다 투어의 공식 후원을 하기도 한다.
투어 세트리스트 곡으로는 The Fame Monster 뿐만 아니라 가가의 1집 The Fame의 수록곡도 포함돼 있다. 투어의 주 테마로는 뉴욕을 기준으로 해 그녀의 친구를 무도회에서 잃었다는 내용이다. 한편 대중들은 마돈나의 투어와 이 투어를 비교하기도 했다.

## 오프닝 게스트
- 키드 커디 (북아메리카 1회)
- 제이슨 데이룰로 (북아메리카 1회)
- 알파비트 (유럽 1회)
- 파 이스트 무브먼트 (아시아)
- 시저 시스터즈 (북아메리카 3회)

## 세트리스트
1. "Dance in the Dark"
2. "Just Dance"
3. "LoveGame"
4. "Alejandro"
5. "Monster"
6. "So Happy I Could Die"1
7. "Teeth"
8. "Speechless"
9. "Poker Face" (피아노 버전)
10. "Make Her Say" (듀엣 키드 커디)
11. "Fashion"
12. "The Fame"
13. "Money Honey"
14. "Beautiful, Dirty, Rich"
15. "Boys Boys Boys"
16. "Paper Gangsta"1
17. "Poker Face"
18. "Paparazzi"

1. "Dance in the Dark"
2. "Glitter and Grease"
3. "Just Dance"
4. "Beautiful, Dirty, Rich"
5. "The Fame"
6. "LoveGame"
7. "Boys Boys Boys"
8. "Money Honey"
9. "Telephone"
10. "Speechless"
11. "You and I"
12. "So Happy I Could Die"
13. "Monster"
14. "Teeth"
15. "Alejandro"
16. "Poker Face"
17. "Paparazzi"
18. "Bad Romance"